# Западноафриканско време
Западноафриканско време (WAT) е часова зона, използвана от страните в централна Африка. Западноафриканското време е с един час напред от Гринуичкото, поради което то съвпада с Централноевропейското време. Поради близостта до екватора на страните, които го използват, лятно часово време не се прилага. Единственото изключение е Намибия, която преминава към Западноафриканско лятно време между септември и април.
Западноафриканско време се използва в:
- Алжир
- Ангола
- Бенин
- Габон
- Демократична република Конго
- Екваториална Гвинея
- Камерун
- Република Конго
- Мароко
- Нигер
- Нигерия
- Централноафриканска република
- Чад
- Тунис